# Ķengarags
Ķengarags es un barrio de la ciudad de Riga, Letonia.

## Superficie
Posee una superficie de 5,19 kilómetros cuadrados (519 hectáreas).

## Población
Hasta 2021 presentaba una población de 45 081 habitantes, con una densidad de población de 8686,1 habitantes por kilómetro cuadrado.

## Transporte

### Rutas
- Autobús: 15, 18, 31, 49, 60.[1]
- Trolebús: 15.[1]
- Tranvía: 3, 7.[1]
- Autobús expreso: 316.[1]